# Karel Reisz
Karel Reisz (21. juli 1926 i Ostrava, Tjekkoslovakiet – 25. november 2002 i London, England) var en af de vigtigste filmskabere i efterkrigstidens Storbritannien. Han kom til England i 1938 som jødisk flygtning; hans forældre døde i Auschwitz. 
I krigens sidste år var han pilot i RAFs tjekkoslovakiske eskadrille.
Efter kemi-studier på Cambridge underviste han i to år på en folkeskole i London. 

## Filminteresse
Efter at have vist sine evner som freelance filmskribent redigerede Reisz for British Film Academy en lærebog om filmklipning. Han bidrog også til filmtidsskrifter, f.eks. Sight and Sound og skabte sammen med bl.a. Lindsay Anderson, Penelope Houston, Gavin Lambert og Peter Ericsson det højt respekterede og provokerende Sequence.
I 1952 blev han den første programredaktør hos National Film Theatre (senere en del af British Film Institute) med et repertoire af smalle, uafhængige og ikke-britiske film. Året efter udgav han The Technique of Film Editing (Filmklipningens teknik) der med sine siden flere end 30 oplag er blevet et standardværk. Han hævdede selv, at han skrev den ud fra film han så, og at han på det tidspunkt aldrig havde sat sine ben i et klipperum.

## Dokumentarfilm
Sammen med bl.a. nævnte Lindsay Anderson og instruktøren Tony Richardson grundlagde Reisz Free Cinema-bevægelsen med et manifest, der krævede større realisme og mere spontanitet i film. Efter flere mindre dokumentarfilm slog han igennem i 1959 med We are the Lambeth Boys, en opmuntrende frisk dokumentarisk fortælling om arbejderklassens ungdom. Filmen var finansieret af bilfirmaet Ford, for hvem Reisz til gengæld skabte en række reklamefilm.

## Spillefilm
Året efter kom hans helt store kunstneriske gennembrud med spillefilmen Lørdag aften, søndag morgen, der byggede på Alan Sillitoes roman af samme navn. Filmen, med Albert Finney i hovedrollen blev værdsat verden over af både publikum og anmeldere.
Blandt hans øvrige spillefilm skal her nævnes kom Morgan! 1966 (da: Morgan, skrupravende skør) med Davis Warner og Vanessa Redgrave, 1968 Isadora med Vanessa Redgrave, 1974 The Gambler med James Caan og i 1981 Den franske løjtnants kvinde med Meryl Streep og Jeremy Irons.

## Filmliste
- Momma Don't Allow (kortfilm, 1955)
- We Are the Lambeth Boys (kortfilm, 1958)
- Lørdag aften, søndag morgen (Saturday Night and Sunday Morning, 1960)
- Når mørket sænker sig (Night Must Fall, 1964)
- Morgan, splitterravende skør (Morgan: A Suitable Case for Treatment, 1966)
- Isadora (1968)
- Hasard (The Gambler, 1974)
- Dog soldiers - stop regnen (Who'll Stop the Rain, 1978)
- Den franske løjtnants kvinde (The French Lieutenant's Woman, 1981)
- Sweet Dreams (1985)
- Uskyldig dømt (Everybody Wins, 1990)
- The Deep Blue Sea (tv, 1994)
- Act Without Words (tv, 2000)